# شارع زيب النساء
شارع زيب النساء أو شارع إلفينستون (الاسم السابق) (بالأردوية: زیب النساء اسٹریٹ)‏، هو طريق ومركز تسوق في وسط كراتشي، باكستان، ويمتد إلى حي صدر، ويعد المركز التجاري للمدينة في الحقبة الاستعمارية.